# Władimir Cariuk
Władimir Zienonowicz Cariuk (ros. Владимир Зенонович Царюк, biał. Уладзімір Зянонавіч Царук, ur. 8 grudnia?/20 grudnia 1899 we wsi Obryń Wielki, zm. 27 stycznia 1957 w Baranowiczach) – białoruski działacz komunistyczny, jeden z przywódców radzieckiego ruchu partyzanckiego w Białoruskiej SRR, Bohater Związku Radzieckiego (1944).

## Życiorys
W latach 1919–1920 służył ochotniczo w Armii Czerwonej, uczestnik wojny domowej, żołnierz 10 Mińskiego Pułku Czeki i 72 Pułku Piechoty. Od 1920 działacz komunistycznego podziemia na tzw. Zachodniej Białorusi, od 1924 sekretarz podziemnego komitetu KPZB, równocześnie od 1924 członek RKP(b)/WKP(b). W 1926 aresztowany przez polską policję, więziony m.in. w Nowogródku, Wilnie i Rawiczu, wydostał się z więzienia we wrześniu 1939, po agresji na Polskę Niemiec i ZSRR. Od października 1939 członek gminnego komitetu wykonawczego, deputowany do Zgromadzenia Ludowego Zachodniej Białorusi, zastępca przewodniczącego i przewodniczący rejonowego komitetu wykonawczego. Po ataku Niemiec na ZSRR członek Północno-Zachodniej Grupy Operacyjnej KC Komunistycznej Partii (bolszewików) Białorusi na Froncie Kalinińskim, kierownik łączności białoruskich partyzantów z tzw. Wielką Ziemią, od marca 1943 pomocnik pełnomocnika KC KP(b)B na obwód baranowicki i Białoruskiego Sztabu Ruchu Partyzanckiego na obwód baranowicki. Członek podziemnego Komitetu Obwodowego KP(b)B w Baranowiczach, I sekretarz rejonowego komitetu partyjnego w Stołpcach, dowódca Stołpeckiego Zgrupowania Partyzanckiego (2500 ludzi). Latem 1943, podczas niemieckiej operacji przeciwpartyzanckiej "Hermann", dowodził walkami, w których partyzanci zadali Niemcom poważne straty, niszcząc wiele ich sprzętu i samochodów. Uchwałą Prezydium Rady Najwyższej ZSRR "za umiejętne dowodzenie zgrupowaniem partyzanckim, wzorowe wypełnianie zadań bojowych dowodząc na froncie walki z niemiecko-faszystowskimi najeźdźcami i przejawianie przy tym męstwa i bohaterstwa" otrzymał tytuł Bohatera ZSRR. Od lipca 1944 I sekretarz rejonowego komitetu KP(b)B w Stołpcach, od kwietnia 1947 zastępca przewodniczącego Komitetu Wykonawczego Rady Obwodowej w Baranowiczach, od listopada 1951 przewodniczący komitetu wykonawczego Rady Miejskiej w Baranowiczach. Deputowany do Rady Najwyższej ZSRR 2-3 kadencji i do Rady Najwyższej Białoruskiej SRR 1 i 4 kadencji. Pochowany w Baranowiczach.

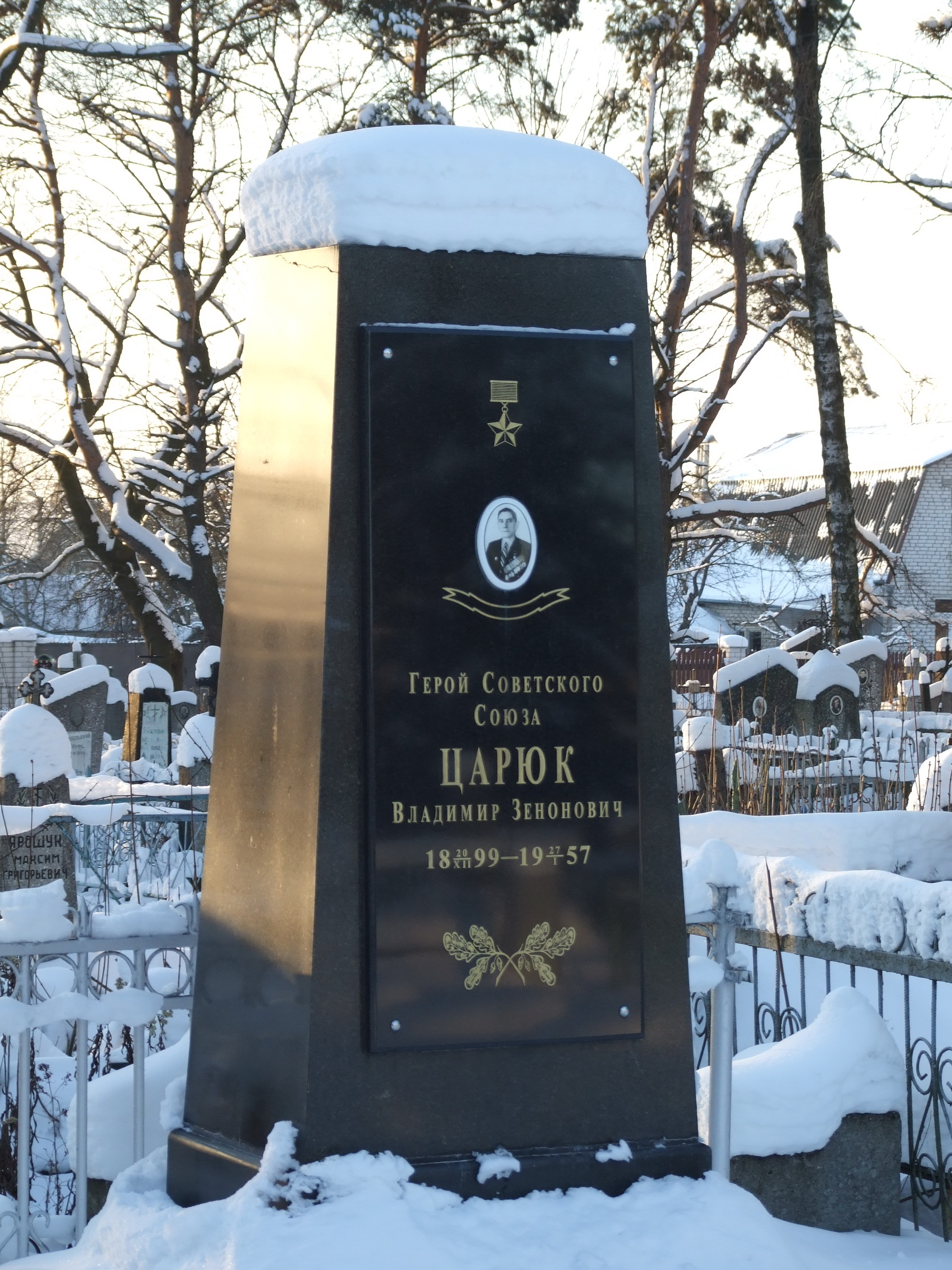
Grób Władimira Cariuka

Jego imieniem nazwano ulice w Baranowiczach, Stołpcach i Koreliczach.

## Odznaczenia
- Order Lenina
- Order Czerwonego Sztandaru
- Order Czerwonej Gwiazdy
- Medal Partyzantowi Wojny Ojczyźnianej I klasy
- Medal „Za zwycięstwo nad Niemcami w Wielkiej Wojnie Ojczyźnianej 1941–1945”
- Medal „Za ofiarną pracę w Wielkiej Wojnie Ojczyźnianej 1941–1945”